# Gabon na Letnich Igrzyskach Paraolimpijskich 2012
Gabon na Letnich Igrzyskach Paraolimpijskich 2012 w Londynie reprezentował 1 zawodnik. 
Był to drugi start reprezentacji Gabonu na Letnich igrzyskach paraolimpijskich.

## Kadra

### Lekkoatletyka
| Zawodnik        | Konkurencja             | Kwalifikacje | Kwalifikacje | Finał | Finał   |
| Zawodnik        | Konkurencja             | Wynik        | Pozycja      | Wynik | Pozycja |
| --------------- | ----------------------- | ------------ | ------------ | ----- | ------- |
| Thierry Mabicka | 100 m (T54)             | 21.42        | 8.           | NQ    | NQ      |
| Thierry Mabicka | rzut oszczepem (F57/58) | —            | —            | DNS   | DNS     |